# Saint-Mard-sur-le-Mont
Saint-Mard-sur-le-Mont település Franciaországban, Marne megyében. Lakosainak száma 114 fő (2022. január 1.). Saint-Mard-sur-le-Mont Remicourt, Le Châtelier, Contault, Givry-en-Argonne, Noirlieu és Possesse községekkel határos.

## Népesség
A település népessége az elmúlt években az alábbi módon változott:
| Lakosok száma | 200  | 157  | 121  | 115  | 131  | 124  | 118  | 118  | 117  | 114  |
|               | 1968 | 1982 | 1990 | 2006 | 2013 | 2015 | 2017 | 2019 | 2020 | 2022 |